# Willem II in het seizoen 1976/77
Het seizoen 1976/1977 was het 23e jaar in het bestaan van de Tilburgse betaaldvoetbalclub Willem II. De club kwam uit in de Eerste divisie en eindigde daarin op de 11e plaats. Tevens deed de club mee aan het toernooi om de KNVB Beker, hierin werd in de derde ronde verloren van MVV (1–2).

## Wedstrijdstatistieken

### Eerste divisie
|       | SC Amersfoort | FC Den Bosch '67 | SC Cambuur | FC Dordrecht | Excelsior | Fortuna SC | FC Groningen | sc Heerenveen | Helmond Sport | SC Heracles '74 | MVV   | PEC Zwolle | SVV   | SC Veendam | Vitesse | FC Vlaardingen '74 | Volendam | FC Wageningen |
| ----- | ------------- | ---------------- | ---------- | ------------ | --------- | ---------- | ------------ | ------------- | ------------- | --------------- | ----- | ---------- | ----- | ---------- | ------- | ------------------ | -------- | ------------- |
| Thuis | 4 – 1         | 0 – 1            | 1 – 0      | 3 – 1        | 1 – 1     | 1 – 2      | 1 – 0        | 1 – 0         | 1 – 1         | 2 – 0           | 1 – 1 | 0 – 1      | 0 – 0 | 1 – 1      | 0 – 2   | 0 – 0              | 2 – 4    | 1 – 1         |
| Uit   | 1 – 1         | 1 – 0            | 2 – 2      | 0 – 2        | 1 – 0     | 2 – 2      | 1 – 3        | 1 – 0         | 0 – 2         | 1 – 3           | 3 – 1 | 3 – 0      | 3 – 1 | 5 – 2      | 2 – 0   | 1 – 3              | 1 – 2    | 3 – 1         |

### KNVB beker
| 1e ronde                                                | Willem II                        | 0 – 0 Na strafschoppen                | SC Cambuur         |
| 10 oktober 1976 Plaats: Tilburg Gemeentelijk Sportpark  |                                  |                                       |                    |
| 2e ronde                                                | SVV                              | 1 – 1 (0 – 1, 1 – 1) Na strafschoppen | Willem II          |
| 21 november 1976 Plaats: Schiedam Harga                 | Fred Meerhof 70'                 |                                       | 45' Frans Janssen  |
| 3e ronde                                                | MVV                              | 2 – 1 (1 – 1)                         | Willem II          |
| 16 februari 1977 Plaats: Tilburg Gemeentelijk Sportpark | Chris Dekker 25' Jo Bonfrère 57' |                                       | 44' Henk van Rooij |

## Statistieken Willem II 1976/1977

### Eindstand Willem II in de Nederlandse Eerste divisie 1976 / 1977
| Stand | Gespeeld | Gewonnen | Gelijk | Verloren | Punten | Doelpunten voor | Doelpunten tegen |
| ----- | -------- | -------- | ------ | -------- | ------ | --------------- | ---------------- |
| 11e   | 36       | 12       | 10     | 14       | 34     | 44              | 48               |

### Topscorers
| #      | Naam                | Goal |
| ------ | ------------------- | ---- |
| 1.     | Frans Janssen       | 10   |
| 2.     | Bud Brocken         | 7    |
| 3.     | Cees van den Berg   | 5    |
| 4.     | Martin Breuer       | 4    |
| 4.     | Arie van der Linden | 4    |
| 6.     | Johan Havermans     | 3    |
| 6.     | Johan Huybregts     | 3    |
| 6.     | Charles Schutter    | 3    |
| 6.     | Wil Swaans          | 3    |
| 10.    | Ton Beljon          | 1    |
| 10.    | Henk van Rooij      | 1    |
| Totaal | Totaal              | 44   |

| #      | Naam           | Goal |
| ------ | -------------- | ---- |
| 1.     | Frans Janssen  | 1    |
| 1.     | Henk van Rooij | 1    |
| Totaal | Totaal         | 2    |

## Voetnoten
SC Amersfoort ·
FC Den Bosch '67 ·
SC Cambuur ·
FC Dordrecht ·
Excelsior ·
Fortuna SC ·
FC Groningen ·
Heerenveen ·
Helmond Sport ·
Heracles '74 ·
MVV ·
PEC Zwolle ·
SVV ·
SC Veendam ·
Vitesse ·
FC Vlaardingen '74 ·
Volendam ·
Wageningen ·
Willem II